# Stefan Hula (Skispringer)
Stefan Jarosław Hula (junior) (* 29. September 1986 in Bielsko-Biała) ist ein ehemaliger polnischer Skispringer und heutiger Skisprungtrainer. Seine größten sportlichen Erfolge sind die Bronzemedaillen im Mannschaftsspringen bei den Olympischen Winterspielen 2018 in Pyeongchang und bei der Skiflug-Weltmeisterschaft 2018 in Oberstdorf.

## Werdegang

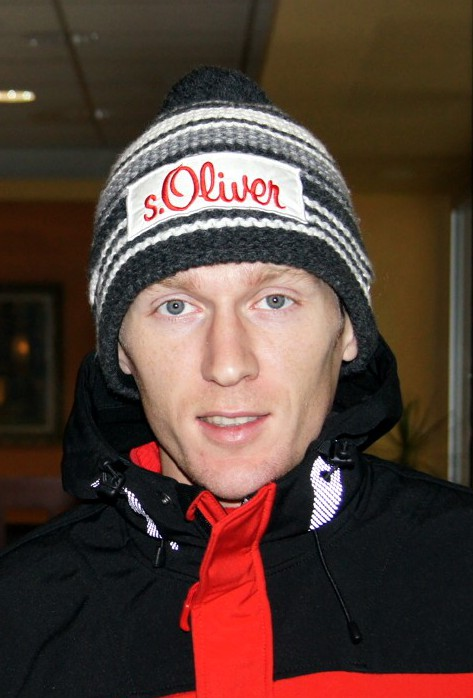
Stefan Hula (2011)

Hula debütierte am 1. und 2. Februar 2003 in Braunlage im Continental Cup. Bei den Junioren-Weltmeisterschaften 2004 im norwegischen Stryn gewann Hula mit der polnischen Mannschaft die Silbermedaille im Mannschaftswettbewerb. Sein Debüt im Mannschaftswettbewerb des Skisprung-Weltcups gab Hula im Januar 2005 in Willingen, wo er mit der polnischen Equipe auf dem zehnten Platz landete. Bei seinem ersten Einzelwettkampf im Skisprung-Weltcup am 4. Januar 2006 im Rahmen der Vierschanzentournee in Bischofshofen kam er nicht über den 47. Platz hinaus. Gut drei Wochen später konnte er in Zakopane als 22. aber bereits das erste Mal in die Punkteränge springen. Er belegte bei der Skiflug-Weltmeisterschaft 2006 am Kulm in Tauplitz/Bad Mitterndorf den 37. Rang im Einzel und mit dem polnischen Team den neunten Platz. Bei den Olympischen Winterspielen 2006 in Turin erreichte er im Mannschaftswettbewerb den fünften Platz beim Springen von der Großschanze und den 29. Platz im Einzelwettbewerb auf der Normalschanze.
Bei der Skiflug-Weltmeisterschaft 2008 in Oberstdorf belegte er mit dem polnischen Team den zehnten Platz. Am 31. Januar 2009 erzielte er als Zehnter in Sapporo seine erste Top-Ten-Platzierung bei einem Einzel-Weltcupspringen. Bei den Nordischen Skiweltmeisterschaften 2009 in Liberec belegte er auf der Normalschanze den 26. Platz. Im Teamwettbewerb belegte er mit der polnischen Mannschaft den vierten Platz. Am 21. März 2009 belegte er mit der Mannschaft den zweiten Platz in Planica. Für Hula war es die erste Podiumsplatzierung in Weltcup. Seinen ersten Continental-Cup-Sieg konnte er am 3. September 2009 beim Sommerspringen im koreanischen Pyeongchang erringen. Bei den Olympischen Winterspielen 2010 in Vancouver schied Hula im Springen von der Normalschanze punktgleich mit Pascal Bodmer als 31. nach dem ersten Durchgang aus. Im Einzel auf der Großschanze erreichte er den Finaldurchgang und belegte den 19. Platz. Mit der polnischen Mannschaft wurde er Sechster. Bei der Skiflug-Weltmeisterschaft 2010 in Planica belegte er mit dem polnischen Team den vierten Platz.
Sein bis dahin bestes Resultat bei einem Einzel-Weltcupspringen erreichte er von der Gross-Titlis-Schanze in Engelberg am 19. Dezember 2010 mit einem siebten Platz. Ende Januar 2011 konnte er als Drittplatzierter des Teamwettbewerbs in Willingen erneut eine Podiumsplatzierung erreichen. Bei den Nordischen Skiweltmeisterschaften 2011 in Oslo belegte er auf der Großschanze den 33. Platz im Einzel. In den Teamwettbewerben belegte er mit der polnischen Mannschaft den vierten Platz auf der Normal- und den fünften auf der Großschanze.
Am 3. Februar 2013 konnte er auf der Bloudkova velikanka in Planica seinen ersten Continental-Cup-Sieg auf Schnee feiern, nachdem er am selben Tage beim ersten Springen auf dieser Schanze den zweiten Platz hinter dem Österreicher Stefan Kraft belegt hatte.
Bei der Skiflug-Weltmeisterschaft 2016 am Kulm belegte Hula den 21. Platz im Einzelwettbewerb und den fünften Rang mit der polnischen Equipe. Am 23. Januar 2016 erreichte er als Dritter beim Weltcup-Mannschaftswettbewerb in Zakopane seine erste Podestplatzierung seit Januar 2011 und seine insgesamt dritte. Am 23. Februar 2016 verbesserte er seine beste Einzel-Weltcupplatzierung mit einem sechsten Rang in Kuopio. Er beendete die Saison als 26. im Gesamtweltcup und damit zum ersten Mal unter den besten 30.
Am 26. Dezember 2017 gelang ihm bei den polnischen Meisterschaften 2017 auf der Adam-Małysz-Schanze in Wisła der Gewinn seines ersten nationalen Meistertitels vor Piotr Żyła und Kamil Stoch. In der Weltcup-Saison 2017/18 verbesserte er zweimal seine beste Einzel-Weltcupplatzierung. Zunächst gelang ihm dies als Fünfter in Oberstdorf im Rahmen der Vierschanzentournee 2017/18 und dann als Vierter am 28. Januar 2018 in Zakopane. Außerdem landete er insgesamt viermal mit der polnischen Mannschaft auf dem Podest im Weltcup. Dabei erzielte er am 27. Januar 2018 in Zakopane auch seinen ersten Weltcup-Sieg im Team. Bei der Skiflug-Weltmeisterschaft 2018 in Oberstdorf belegte er den 13. Platz im Einzelwettbewerb und holte im Mannschaftswettbewerb zusammen mit Piotr Żyła, Dawid Kubacki und Kamil Stoch die Bronzemedaille. Im Februar 2018 nahm er an den Olympischen Winterspielen 2018 in Pyeongchang teil und startete in allen drei Wettbewerben. Im Einzelwettbewerb auf der Normalschanze lag er nach dem ersten Durchgang mit 5,9 Punkten Vorsprung vor seinem Landsmann Kamil Stoch in Führung. Im Finaldurchgang fiel er aber noch auf den fünften Rang zurück und verpasste damit eine Medaille. Im Einzelwettbewerb auf der Großschanze belegte er den 15. Platz. Im Mannschaftswettbewerb auf der Großschanze holte er als Dritter zusammen mit Maciej Kot, Dawid Kubacki und Kamil Stoch die Bronzemedaille hinter den Mannschaften aus Norwegen und Deutschland. Er beendete die Saison 2017/18 mit 431 Punkten als 13. im Gesamtweltcup und erzielte damit sein bestes Karriere-Ergebnis.
Bei den Weltmeisterschaften 2019 in Seefeld in Tirol belegte er mit der polnischen Männermannschaft den vierten Platz im Mannschaftsspringen. Beim Einzelspringen von der Normalschanze wurde er Zwölfter. Anfang 2021 konnte er nach acht Jahren Unterbrechung in Brotterode und Tschaikowski zwei Continental-Cup-Springen für sich entscheiden und am Saisonende den siebten Platz in dieser Serie erreichen. Bei den Olympischen Winterspielen 2022 in Peking belegte er im Einzelwettbewerb von der Normalschanze den 26. Platz.
Am 6. Januar 2023 bestritt Hula in Bischofshofen sein 221. und letztes Weltcup-Springen. Bis kurz vor Ende der Saison war er aber noch im Continental-Cup zu sehen.
Seit 2023 ist er Co-Trainer der polnischen Damen-Nationalmannschaft im Skispringen.

## Erfolge

### Weltcupsiege im Team
| Nr. | Datum           | Ort      | Typ         |
| --- | --------------- | -------- | ----------- |
| 1.  | 27. Januar 2018 | Zakopane | Großschanze |

### Continental-Cup-Siege im Einzel
| Nr. | Datum             | Ort          | Typ           |
| --- | ----------------- | ------------ | ------------- |
| 1.  | 3. September 2009 | Pyeongchang  | Normalschanze |
| 2.  | 3. Februar 2013   | Planica      | Großschanze   |
| 3.  | 20. Februar 2021  | Brotterode   | Großschanze   |
| 4.  | 28. März 2021     | Tschaikowski | Großschanze   |

## Statistik

### Weltcup-Platzierungen
| Saison  | Platz | Punkte |
| ------- | ----- | ------ |
| 2005/06 | 54.   | 019    |
| 2006/07 | 60.   | 026    |
| 2007/08 | 72.   | 010    |
| 2008/09 | 44.   | 051    |
| 2009/10 | 63.   | 020    |
| 2010/11 | 39.   | 095    |
| 2012/13 | 54.   | 028    |
| 2013/14 | 79.   | 003    |
| 2014/15 | 78.   | 004    |
| 2015/16 | 26.   | 227    |
| 2016/17 | 32.   | 110    |
| 2017/18 | 13.   | 431    |
| 2018/19 | 40.   | 069    |
| 2019/20 | 46.   | 031    |
| 2020/21 | 74.   | 002    |
| 2021/22 | 74.   | 004    |
| 2022/23 | 78.   | 004    |

### Grand-Prix-Platzierungen
| Saison | Platz | Punkte |
| ------ | ----- | ------ |
| 2005   | 57.   | 010    |
| 2006   | 78.   | 002    |
| 2008   | 62.   | 016    |
| 2009   | 53.   | 022    |
| 2010   | 18.   | 123    |
| 2011   | 73.   | 009    |
| 2013   | 25.   | 111    |
| 2014   | 65.   | 013    |
| 2015   | 77.   | 009    |
| 2016   | 21.   | 098    |
| 2017   | 10.   | 175    |
| 2018   | 09.   | 197    |
| 2019   | 53.   | 020    |
| 2020   | 08.   | 052    |
| 2021   | 33.   | 058    |
| 2022   | 24.   | 059    |

## Familie
Hula ist verheiratet und hat zwei Kinder. Sein gleichnamiger Vater war erfolgreicher Nordischer Kombinierer und gewann bei den Nordischen Skiweltmeisterschaften 1974 in Falun die Bronzemedaille. Hula lebt derzeit mit seiner Frau und seinen Kindern in Szczyrk.
Er ist der Onkel von Wiktoria Przybyła.